# Есипенко, Илларион Тимофеевич
Илларио́н Тимофе́евич Есипе́нко (1894—1988) — директор ордена Ленина конного завода № 158 Сальского района Ростовской области (с 1939 по 1952 год), Герой Социалистического Труда (1949).

## Биография
Родился в семье казака-крестьянина. В детстве с родителями переехал в район дагестанского селения Хасавюрт. Здесь с похвальным листом окончил церковно-приходскую школу.
В 1916 году был призван в Русскую императорскую армию, служил в городе Порт-Петровск (ныне Махачкала). После революции 1917 года вернулся в Хасавюрт. В январе 1918 года был избран делегатом от Хасавюртовского округа на I съезд народов Терека, который состоялся в городе Пятигорске.

### Гражданская война
Участник Гражданской войны с декабря 1917 года. В качестве адъютанта командира отдельного кавалерийского эскадрона участвовал в боях за железнодорожную станцию Кизляр от белогвардейцев, готовил самооборону города, создавал красногвардейские отряды. Являясь депутатом Кизлярского Совета, активно участвовал в формировании партизанского отряда и обороны города.
За боевые подвиги в Гражданской войне награждён двумя орденами Красного Знамени и именным оружием маузер «Зауэр».

### После гражданской войны
Член ВКП(б)/КПСС с 1925 года.
После войны остался в Красной Армии. Окончил высшие кавалерийские курсы в городе Москве. В 1931—1934 годах работал начальником специальных курсов усовершенствования командного состава, находившихся в ведении инспектора кавалерии Красной Армии С. М. Буденного. В 1934—1938 годах был командиром и комиссаром 46-го кавалерийского полка и начальником гарнизона города Уральска. Полку были подчинены 2 конных завода, где выращивали и поставляли в армию строевых лошадей. Одновременно вел активную общественную работу: был членом ЦИК Казахской ССР, членом Западно-Казахстанского обкома партии, депутатом областного Совета.
В 1939 году по распоряжению С. М. Буденного возглавил один из крупных конных заводов Ростовской области — Донской конный завод имени Буденного, где выращивались строевые лошади для кавалерии. В 1941 году конезавод, как передовой, был представлен на Всесоюзной сельскохозяйственной выставке.

### Великая Отечественная война
С началом Великой Отечественной войны — полковник И. Т. Есипенко на фронте. Командовал стрелковой полком, 6-й мотострелковой бригадой (с 20.08.1942 по 26.11.1942), затем 6-й механизированной бригадой 6-го танкового корпуса. Участвовал в обороне Москвы, в боях под Ржевом. Был ранен и контужен. В сентябре 1943 года ему было присвоено воинское звание генерал-майор. В этом же году был отозван с фронта и направлен на учёбу в высшую военную Академию Генерального штаба, но проучился всего четыре месяца. И снова по указанию маршала С. М. Буденного назначается начальником того же конного завода, где работал до войны.
В 1947—1949 годах возглавляемый И. Т. Есипенко конезавод I место в соцсоревновании СССР по всем хозяйственным показателям. В 1949 году коллектив конезавода был награждён орденом Ленина, а большая группа работников получила ордена и медали. 11 специалистов сельского хозяйства, за выдающиеся успехи в развитии отечественного животноводства, стали Героями Социалистического Труда.
Руководил конезаводом Илларион Тимофеевич до 1952 года.
Последние годы жил в городе Железноводске. Вел патриотическую работу. Многие годы возглавлял в Железноводске при горкоме комсомола штаб революционной, боевой и трудовой славы.
Умер 7 сентября 1988 года. Похоронен в Железноводске.

## Награды и звания
- Указом Президиума Верховного Совета СССР от 26 июля 1949 года за получение высокой продуктивности животноводства в 1948 году Есипенко Иллариону Тимофеевичу присвоено звание Героя Социалистического Труда с вручением ордена Ленина и золотой медали «Серп и Молот».
- Награждён тремя орденами Ленина, пятью орденами Красного Знамени, орденом Отечественной войны I степени (11.03.1985)[2], орденом Красной Звезды[3], медалями и почётным наградным боевым оружием[4][5].
- Почётный гражданин городов Железноводск[6] и Кизляр, а также Уральска (Казахстан)[7].

## Память
- Его именем названы улицы в городах[8]: Сальск, Железноводск и Хасавюрт, а также в селе Арзгир.